# Август Шлайхер
Август Шлайхер (на немски: August Schleicher) е германски езиковед, поддържащ т.нар. естественонаучен възглед за езика. Големият му труд, Компендиум на компаративната граматика на индоевропейските езици, е опит да се реконструира праиндоевропейският език.

## Биография
Август Шлайхер е роден в Майнинген, като започва кариерата си, изучавайки теология и индоевропейски, особено славянски езици. Повлиян от Хегел, той развива теорията, че езикът е организъм с периоди на развитие, зрялост, упадък. През 1850 г. Шлайхер завършва монография, систематично описваща езиците в Европа, наречена „Езиците в Европа през погледа на една систематична перспектива“. Той явно представя езика като предимно естествен организъм, който може съвсем обичайно да бъде описан чрез термините на биологията – ген, видове и т.н. Дори твърдял, че вярва в естествените възход и съревнование на езиците още преди да е чел Чарлз Дарвин. Изобретява система на езиците, която представлявала ботаническа таксономия, трасираща групите отделни езици и организирайки ги в генеалогично дърво. Неговият модел, Теория на семейното дърво, е бил от основно значение за развитието на изучаването на европейските езици. С цел да представи как би могъл да изглежда индоевропейският език, съставил кратка история, наречена Шлайхерова приказка, за да илюстрира едновременно думите и познатата култура. Така че Шлайхер е признат за това, че първи е показал езиковото развитие чрез дървовидна структура.